# Ludovic Mirande
Ludovic Mirande (6 gennaio 1977) è un ex calciatore francese martinicano, di ruolo difensore.

## Carriera

### Nazionale
Ha debuttato in Nazionale il 15 maggio 2001, in Giamaica-Martinica (1-0). Ha partecipato, con la Nazionale, alla CONCACAF Gold Cup 2002. Ha collezionato in totale, con la maglia della Nazionale, 19 presenze.

## Palmarès

### Club

#### Competizioni nazionali
- Campionato martinicano di calcio: 1

Rivière-Pilote: 2009-2010